# Chalmazel
Chalmazel – miejscowość i dawna gmina we Francji, w regionie Owernia-Rodan-Alpy, w departamencie Loara. W 2013 roku jej populacja wynosiła 389 mieszkańców.
W dniu 1 stycznia 2016 roku z połączenia dwóch ówczesnych gmin – Chalmazel oraz Jeansagnière – utworzono nową gminę Chalmazel-Jeansagnière. Siedzibą gminy została miejscowość Chalmazel.

## Populacja

Populacja Chalmazel w latach 1962–2008